# Il Mondo
Il Mondo és una cançó composta pel compositor italià Jimmy Fontana l'any 1965 i estrenada per ell pròpiament en aquest any. La cançó té versions en català (El món) i castellà (El mundo). Posteriorment el cantant Engelbert Humperdinck va crear una versió en anglès (My World).
La cançó Il Mondo i les seves versions ha estat interpretada per diversos autors, entre els quals destaquen: Jimmy Fontana (compositor), Engelbert Humperdinck, Francisco, Seguridad Social, Els Mustang, Dyango, Mia Martini, Monna Bell, Il Volo, Il Divo, Sergio Dalma, Sergio Endrigo, Efecto Mariposa i Claudio Baglioni.